# Cirolana incisicauda
Cirolana incisicauda är en kräftdjursart som beskrevs av Barnard 1940. Cirolana incisicauda ingår i släktet Cirolana och familjen Cirolanidae. Inga underarter finns listade i Catalogue of Life.